# Alma Butia
Alma Butia Car, slovenska atletinja, * 9. februar 1929, Teharje, † 20. februar 2019, Zagreb.
Alma Butia je za Jugoslavijo nastopila na Poletnih olimpijskih igrah 1948 v Londonu, kjer je izpadla v prvem krogu tekma na 100 in 200 m.